# Andreas Gawlik
Andreas Gawlik (* 30. November 1989 in Deggendorf) ist ein ehemaliger deutscher Eishockeyspieler, der zuletzt von 2015 bis 2021 beim Deggendorfer SC unter Vertrag stand. Andreas Gawliks älterer Bruder Christoph war ebenfalls Eishockeyspieler. Seit der Saison 2023/24 ist er als Schiedsrichter in der Oberliga tätig.

## Karriere
Gawlik spielte in seiner Kindheit und Jugend in Deggendorf Eishockey. Bereits als 15-Jähriger ging er nach Berlin und spielte in der Mannschaft der Eisbären Juniors Berlin in der Deutschen Nachwuchsliga sowie in der Saison 2006/07 in der Oberliga. Beim 1. EV Weiden gelang dem Verteidiger in der Saison 2007/08 der Sprung in den Seniorenbereich, wo er in 48 Spielen 36 Scorerpunkte erzielen konnte. In der Saison 2008/09 wurde der Juniorennationalspieler von den Tölzer Löwen aus der 2. Bundesliga verpflichtet und zusätzlich mit einer Förderlizenz für die Straubing Tigers aus der DEL ausgestattet. Nachdem Bad Tölz Konkurs anmeldete unterschrieb der Rechtsschütze zu Beginn der Saison 2009/10 einen Vertrag bei den Schwenninger Wild Wings, bei denen er auch in der Spielzeit 2010/11 auflief. Nach der Saison 2010/11 lehnte er das Angebot ab, ein weiteres Jahr für die Schwenninger Wild Wings zu spielen und wechselte zu den Hannover Indians.
Nach 12 Spielen für die Hannover Indians wechselte er im November 2011 zu den Ravensburg Towerstars, für die er bis zum Ende der Saison 2013/14 aktiv war.

## Karrierestatistik
(Legende zur Spielerstatistik: Sp oder GP = absolvierte Spiele; T oder G = erzielte Tore; V oder A = erzielte Assists; Pkt oder Pts = erzielte Scorerpunkte; SM oder PIM = erhaltene Strafminuten; +/− = Plus/Minus-Bilanz; PP = erzielte Überzahltore; SH = erzielte Unterzahltore; GW = erzielte Siegtore; 1 Play-downs/Relegation; Kursiv: Statistik nicht vollständig)